# Francesco Maria Gazzoli
Francesco Maria Gazzoli (* 18. März 1763 in Terni; † 26. Januar 1848) war ein italienischer römisch-katholischer Geistlicher und Bischof von Todi.

## Leben
Er stammte aus einer Patrizierfamilie und war der Sohn des Conte Filippo Gazzoli und dessen Ehefrau Ersilia Fabrizi. Sein Onkel war der Kardinal Luigi Gazzoli, sein Bruder Ludovico wurde 1831 ebenfalls Kardinal. Am 26. September 1784 empfing Francesco Maria Gazzoli das Sakrament der Priesterweihe.
Am 22. September 1795 wurde er zum Bischof von Città della Pieve ernannt und am 11. August 1800 wurde er Bischof von Amelia. Am 23. September 1805 zum Bischof von Todi erwählt, starb er im Alter von 84 Jahren nach einer Amtszeit von 42 Jahren.